# 유광진
유광진(1965년 10월 19일 ~)은 MBC 청룡에서 뛰었던 전 야구 선수다. 등번호는 46번를 달았으며, 1988년 11경기 26타수 6안타 2타점 2득점을 기록했다. 시즌 종료 후 자유 계약 선수로 공시되어 은퇴했다.

## 출신 학교
- 경북고등학교
- 연세대학교

## 같이 보기
- MBC 청룡 연도별 선수 명단